# Rhynchozoon compactum
Rhynchozoon compactum är en mossdjursart som först beskrevs av Thornely 1905.  Rhynchozoon compactum ingår i släktet Rhynchozoon och familjen Phidoloporidae. Inga underarter finns listade i Catalogue of Life.